# Tour de Bohême Occidentale
Le Tour de Bohème Occidentale (également appelé West Bohemia Tour) est une course cycliste par étapes disputée au mois d'août à l'ouest de la Bohême, en République tchèque. Créée en 2024, cette compétition fait partie du calendrier de l'UCI Europe Tour, en catégorie 2.2U. Elle est réservée aux cyclistes espoirs (moins de 23 ans). 

## Palmarès
| Année | Vainqueur            | Deuxième          | Troisième       |
| ----- | -------------------- | ----------------- | --------------- |
| 2024  | Victor Vaneeckhoutte | Michiel Lambrecht | Federico Savino |